# Dobra (okręg Satu Mare)
Dobra – wieś w Rumunii, w okręgu Satu Mare, w gminie Supur. W 2011 roku liczyła 989 mieszkańców.